# Seegebiet Mansfelder Land
Seegebiet Mansfelder Land es un municipio situado en el distrito de Mansfeld-Südharz, en el estado federado de Sajonia-Anhalt (Alemania), a una altitud de 95 metros. Su población a finales de 2015 era de unos 9000 habitantes y su densidad poblacional, 85 hab/km².